# Вечерняя Заря (Тверская область)
Вече́рняя Заря́ — хутор в Кувшиновском районе Тверской области. Входит в состав Прямухинского сельского поселения.

## География
Хутор находится в центральной части Тверской области, на расстоянии примерно 17 км (по прямой) к юго-востоку от города Кувшиново, административного центра района.

### Часовой пояс
Хутор Вечерняя Заря, как и вся Тверская область, находится в часовой зоне МСК (московское время). Смещение применяемого времени относительно UTC составляет +3:00.

## История
Хутор отмечен на карте 1924 года под названием Новая Жизнь.

## Население
| 2008 | 2010 |
| ---- | ---- |
| 11   | ↘1   |

### Национальный состав
Согласно результатам переписи 2002 года, в национальной структуре населения русские составляли 100 % из 8 чел.